# De virtute morali
De virtute morali è il titolo latino dato a un trattato etico (Περὶ ἠθικῆς ἀρετῆς) di Plutarco, incluso nei suoi Moralia. 

## Struttura
L’opuscolo è diviso in due parti: nella prima, seguendo da vicino le tesi aristoteliche, Plutarco esamina le diversità intercorrenti tra virtù teoretica (o contemplativa) e virtù etica, nella seconda analizza la dottrina delle passioni. 
La virtù etica è il giusto mezzo tra due estremi, che eviti, come in campo musicale, le note troppo acute e quelle troppo gravi. Una certa originalità appare nella distinzione plutarchea tra autocontrollo (ἐγκράτεια) e temperanza (σωφροσύνη), quest’ultima considerata come la virtù suprema, cui spetta il compito di coordinare l’agire etico dell’uomo. 